# エヴェリン・ホール
エヴェリン・ホール（Evelyne Ruth Hall、1909年9月10日 - 1993年4月20日）は、アメリカ合衆国の陸上競技選手である。 彼女は、1932年に開催されたロサンゼルスオリンピックの女子80メートルハードル走で銀メダルを獲得した。

## 経歴
ミネアポリスに生まれ、80メートルハードル走に重点的に取り組んだ彼女は、1932年に自国で開催されたロサンゼルスオリンピックに出場した。主要な競技会での屋外競技個人タイトルは1930年のAAU主催競技会のみだったが、1931年から1933年にかけて、リレー競技において3回優勝を果たしている。AAUの屋内競技では、50メートルハードル走競技で1931年、1933年、1935年の3回優勝経験があった。
ロサンゼルスオリンピックの女子80メートルハードル走競技は、ロサンゼルス・メモリアル・コロシアムを会場として8月3日と8月4日に実施された。競技には6つの国から9人の選手が参加し、予選の上位3名が翌日の決勝に進む形式で行われた。ホールは予選1組で12秒0の記録を出して1位となり、決勝に進んだ。決勝では11秒7の当時の世界新記録を出したが、金メダルは同じアメリカ合衆国の代表でやはり11秒7で走ったベーブ・ディドリクソンが獲得し、ホールは銀メダルとなった。
1936年ベルリンオリンピックに向けてのアメリカ国内最終選考会では、僅差で4位となって代表選出を逃した。現役生活を退いた後、コーチや体育指導者として働き、1951年のパン・アメリカンゲームズではアメリカ合衆国女子代表チームのコーチを務めるなど、さまざまな業績を残した。
1991年11月11日に当時82歳になっていたホールはインタビューに答え、自らを「アメリカ合衆国で最年長の存命オリンピックメダリスト」であろうと述べた。この主張の根拠は、恐らく彼女が陸上競技関係者のみを念頭においていたためとされている。